# James Clark Ross
Sir James Clark Ross (Londres, 15 d'abril de 1800 - Aylesbury, 3 d'abril de 1862), va ser un oficial de la Royal Navy, explorador i botànic. Junt amb el seu oncle Sir John Ross i Sir William Edward Parry va explorar l'Àrtida i posteriorment va liderar la seva pròpia expedició a l'Antàrtida.

## Biografia
Ross va néixer a Londres. Va ingressar a la marina el 1812, quan encara no havia complert 12 anys, sota el comandament de John Ross a qui va acompanyar en el seu primer viatge a l'àrtic a la recerca de l'anomenat pas del Nord-Oest el 1818. Entre 1819 i 1827 va participar en quatre expedicions àrtiques a les ordres de Parry, i el 1829 i 1833 de nou al costat del seu oncle. Va ser durant aquest darrer viatge quan van localitzar la posició del pol nord magnètic l'1 de juny de 1831.
El 1834 Ross va ser ascendit a capità, i entre 1835 i 1838 va estar dedicat a la vigilància magnètica de la Gran Bretanya. Entre 1839 i 1843 va comandar l'expedició Erebus i Terror en la que va cartografiar gran part de la costa del continent antàrtic. El 1841 va descobrir el mar de Ross, la Terra Victòria i els volcans mont Erebus i mont Terror. L'anteriorment coneguda com a barrera Victòria va passar a denominar-se barrera de gel de Ross en el seu honor.
El 4 de setembre de 1843 va tornar a Anglaterra, sent nomenat cavaller un any més tard nominat per a la Legió d'Honor francesa. El 1847 va publicar les seves anotacions sobre l'expedició amb el títol A Voyage of Discovery and Research to Southern and Antarctic Regions .
Va ser elegit membre de la Royal Society el 1848, i aquell any va fer la seva última expedició a l'àrtic. Va comandar com a capità l'HMS Enterprise, acompanyat de l'HMS Investigator, en la primera expedició a la recerca de l'expedició desapareguda de sir John Franklin.
Entre els membres de l'expedició figuraven dos homes que liderarien la pròxima generació d'exploradors de l'Àrtida: Robert McClure, que més tard va demostrar l'existència del pas del Nord-oest, i Francis Leopold McClintock, que finalment va trobar les restes de l'expedició de Franklin el maig de 1859. Van iniciar la recerca en el nord del canal de Wellington i van hivernar amb els seus vaixells (la seva novena i última hivernada a l'àrtic) en Port Leopold, a l'extrem nord-est d'illa Somerset. Van fer reconeixements de les costes del Peel Sound, però no van trobar rastre de Franklin. Durant l'estiu els seus vaixells van ser arrossegats fins a badia Baffin, i el setembre van quedar lliures del gel. Van tornar a Woolwich el 26 de novembre de 1849. Malgrat que van reconèixer més de 150 milles de costa desconeguda, l'expedició va fracassar en el seu objectiu principal i la recerca no va tenir èxit.
James estava casat amb Lady Ann Ross. Va morir en Aylesbury el 1862, cinc anys després de la seva esposa.

## Honors
- Una placa de color blava marca el que va ser el domicili de Ross a Blackheath, Londres.
- El vaixell britànic de vigilància antàrtica es diu James Clark Ross en el seu honor.
- El cràter lunar Ross es diu així en el seu honor i en el de Frank Elmore Ross.

Diversos topònims recorden Ross:
- La barrera de gel de Ross a l'Antàrtida.
- L'Illa de Ross a l'Antàrtida.
- El mont Ross que amb els seus 1.850 msnm és el punt més alt de les illes Kerguelen.